# اختر رنگ‌رفته
اختر رنگ‌رفته (نام علمی: Canna discolor) نام یک گونه از سرده اختر است.